# Monforte de Moyuela
Monforte de Moyuela ist ein Ort und eine Gemeinde (municipio) mit nur noch 75 Einwohnern (Stand: 2024) im äußersten Norden der Provinz Teruel in der autonomen Region Aragonien im östlichen Zentrum von Spanien. Die Gemeinde gehört zur bevölkerungsarmen Serranía Celtibérica.

## Lage und Klima
Monforte de Moyuela liegt in der Sierra de Cucalón in ca. 1010 m Höhe und ist ca. 78 km (Fahrtstrecke) in nördlicher Richtung von der Provinzhauptstadt Teruel entfernt.
Das Klima ist trotz der Höhenlage gemäßigt bis warm; Regen (ca. 508 mm/Jahr) fällt übers Jahr verteilt.

## Bevölkerungsentwicklung
| Jahr      | 1970 | 1981 | 1991 | 2001 | 2011 | 2021 |
| Einwohner | 216  | 133  | 116  | 77   | 63   | 71   |

## Sehenswürdigkeiten
- Burganlage

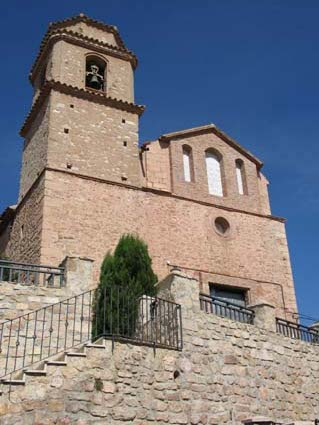
Kirche Mariä Himmelfahrt
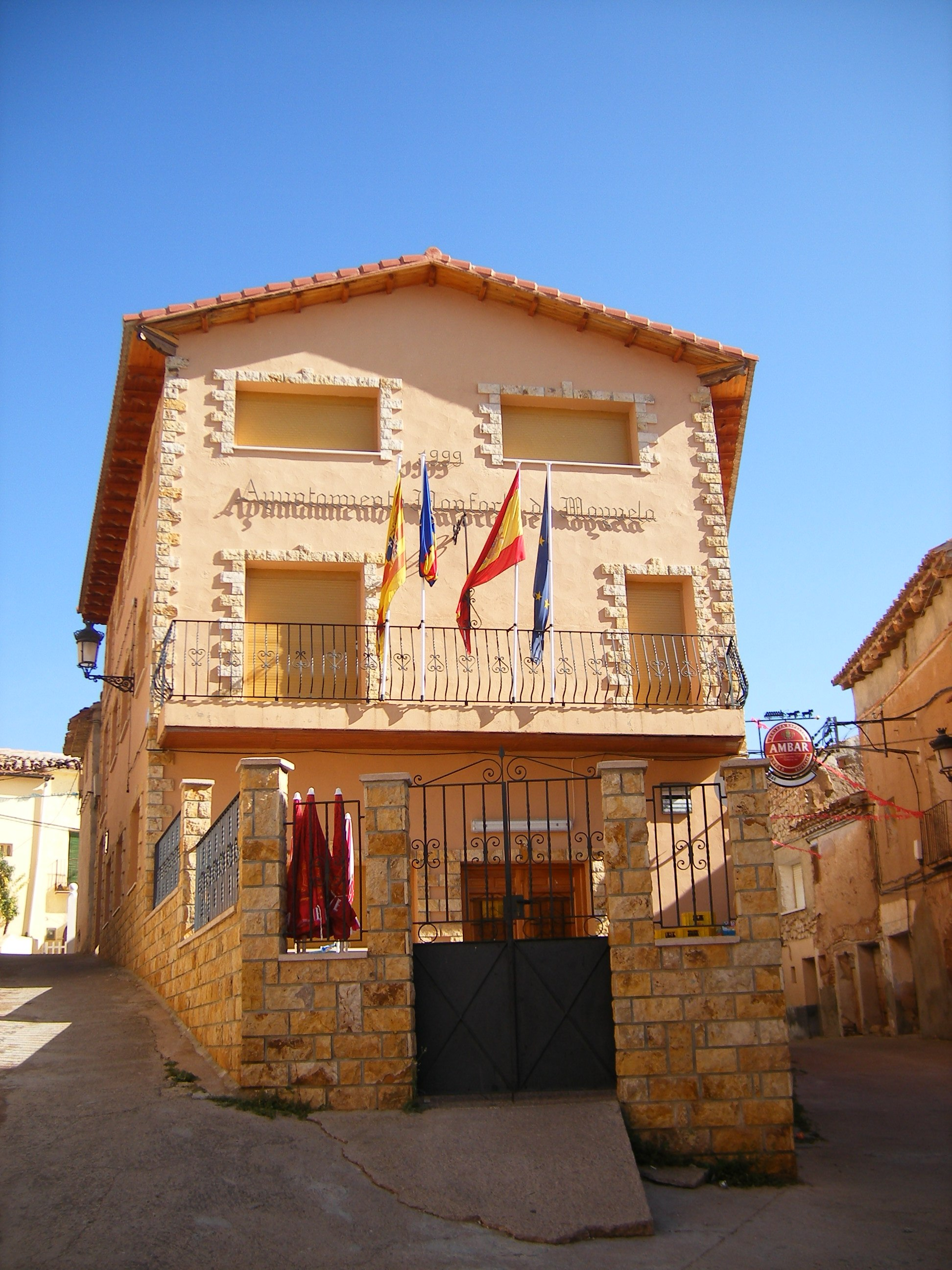
Rathaus

- Marienkapelle
- Sepulcruskapelle

- Kirche Mariä Himmelfahrt
- Rathaus

## Persönlichkeiten
- Francisco Azorín (1885–1975), Architekt und Sozialist